# Agostino Pipia
Agostino Pipia o Pipiá OP (en español: Agustín Pipia o Pipiá) (Seneghe, 1 de octubre de 1660-Roma, 21 de febrero de 1730) fue un religioso dominico, obispo y cardenal católico sardo. Fue profesor de teología en Mallorca y de física (filosofía) en Santa Maria sopra Minerva de Roma. Fue Maestro General de la Orden de Predicadores, entre 1721 a 1725.

## Biografía
De familia humilde, inició sus estudios de humanidades con los dominicos del convento de San Martín de Oristán. En 1678, habiendo tomado ya los hábitos, fue destinado al Real Convento de Santo Domingo de Palma, al que en 1680, siendo diácono, pidió ser afiliado. Académicamente vinculado a la Universidad Luliana, en su Estudio General, tras obtener el doctorado, ocupó la cátedra de Prima de teología tomista en 1692. En enero de 1694 viajó a Roma para asistir al Capítulo General de la orden, en el que fue nombrado por el maestro general, Antonin Cloche, regente del convento de Santa Maria sopra Minerva, al que quedó adscrita en 1700 la biblioteca Casanatense, convirtiéndose así en el más importante centro de estudios dominicos de Roma.
Designado secretario de la Sagrada Congregación del Índice en 1711 y poco más tarde consultor de la Sagrada Congregación de Ritos, en su ejercicio le correspondió el examen de las Réflexions morales de Pasquier Quesnel, inclinándose por la condena de las tesis jansenistas del oratoriano. En el capítulo general de mayo de 1721 fue elegido maestro general de la Orden de Predicadores, cargo que mantuvo hasta 1725. Durante su gobierno combatió la penetración de tendencias jansenistas y molinosistas en la Orden y defendió el papel central del tomismo en su teología. Tras la elección como papa del dominico Benedicto XIII, en mayo de 1724, fue creado cardenal en el consistorio celebrado el 20 de diciembre del mismo año, siéndole confiado el obispado de Osimo. En 1727 medió en la disputa por el derecho de presentación de los obispos entre el papado y el gobierno de Saboya, que le compensó la renuncia del obispado de Osimo con cuatro prebendas en la catedral de Cagliari y una pensión económica. Aun así, Pipia habría sido un cardenal pobre, incapaz de mantener un palacio en Roma, por lo que hubo de pedir licencia para residir en el convento dominico de La Quercia en Viterbo. Falleció en Roma el 21 de febrero de 1730, el mismo día en que lo hacía el papa Benedicto XIII que lo había elevado al cardenalato.